# Покрајине Шведске
Шведска се дели у 25 историјских покрајина (швед. landskap) која се заснивају на старијим политичким поделама чак из средњег века те географским и културним особеностима са којима се становници идентификују. Швеђани се већином пре идентификују по покрајинама него по окрузима (данашњим системом административне поделе Шведске).
Свака покрајина има свој симбол. Такође, покрајине углавном имају свој посебни дијалект, особена имена насељених места те народну ношњу и традиције, по којима су препознатљиви.
| Покрајина     | Историјска земља | Округ                                              | Површина (km2) | Становништво | Становници/(km2) | Мапа |
| Блекинге      | Јеталанд         | Блекинге                                           | 2.941          | 150.325      | 51,1             |      |
| Бухуслен      | Јеталанд         | Вестра Јеталанд                                    | 4.473          | 270.628      | 60,5             |      |
| Вермланд      | Свеаланд         | Вермланд, Еребро, Вестра Јеталанд                  | 18.204         | 312.966      | 17,2             |      |
| Вестерботен   | Норланд          | Вестерботен                                        | 15.093         | 256.734      | 17               |      |
| Вестерјетланд | Јеталанд         | Вестра Јеталанд, Јенчепинг, Халанд, Еребро         | 16.676         | 1.198.806    | 71,9             |      |
| Вестманланд   | Свеаланд         | Вестманланд, Еребро                                | 8.363          | 260.781      | 31,2             |      |
| Готланд       | Јеталанд         | Готланд                                            | 3.140          | 57.661       | 18,4             |      |
| Даларна       | Свеаланд         | Даларна, Јевлеборг                                 | 29.086         | 276.289      | 9,5              |      |
| Далсланд      | Јеталанд         | Вестра Јеталанд, Вермланд                          | 3.708          | 52.260       | 14,1             |      |
| Еланд         | Јеталанд         | Калмар                                             | 1.342          | 24.628       | 18,4             |      |
| Естерјетланд  | Јеталанд         | Естерјетланд                                       | 9.979          | 412.200      | 41,3             |      |
| Јемтланд      | Норланд          | Јемтланд                                           | 34.009         | 112.710      | 3,3              |      |
| Јестрикланд   | Норланд          | Јевлеборг, Упсала                                  | 4.181          | 144.487      | 34,6             |      |
| Лапонија      | Норланд          | Вестерботен, Норботен                              | 109.702        | 100.980      | 0,9              |      |
| Меделпад      | Норланд          | Вестернорланд                                      | 7.058          | 122.058      | 17,3             |      |
| Нерке         | Свеаланд         | Еребро, Естерјетланд                               | 4.126          | 187.581      | 45.5             |      |
| Нурботен      | Норланд          | Нурботен                                           | 26.671         | 194.570      | 7,3              |      |
| Онгерманланд  | Норланд          | Вестернорланд                                      | 19.800         | 140.188      | 7                |      |
| Седерманланд  | Свеаланд         | Седерманланд, Стокхолм, Естерјетланд               | 8.388          | 1.104.611    | 131,7            |      |
| Сканија       | Јеталанд         | Сканија                                            | 11.027         | 1.159.397    | 105,1            |      |
| Смоланд       | Јеталанд         | Јенчепинг, Калмар, Крунуберг, Халанд, Естерјетланд | 29.330         | 708.986      | 24,2             |      |
| Упланд        | Свеаланд         | Упсала, Стокхолм, Вестманланд                      | 12.676         | 1.339.154    | 105,6            |      |
| Холанд        | Јеталанд         | Холанд                                             | 4.786          | 284.700      | 59,5             |      |
| Хелсингланд   | Норланд          | Јевлеборг                                          | 14.264         | 133.540      | 9,4              |      |
| Херједален    | Норланд          | Јемтланд                                           | 11.954         | 10.550       | 0,9              |      |